# Olympische Sommerspiele 1992/Teilnehmer (Indien)
| Gelbes Symbol für Goldmedaillen mit stilisierten Olympischen Ringen | Graues Symbol für Silbermedaillen mit stilisierten Olympischen Ringen | Braundes Symbol für Bronzemedaillen mit stilisierten Olympischen Ringen |
| ------------------------------------------------------------------- | --------------------------------------------------------------------- | ----------------------------------------------------------------------- |
| —                                                                   | —                                                                     | —                                                                       |

Indien nahm an den Olympischen Sommerspielen 1992 in Barcelona mit einer Delegation von 52 Athleten (46 Männer und sechs Frauen) an 36 Wettkämpfen in zwölf Sportarten teil. Es konnten dabei keine Medaillen gewonnen werden. Fahnenträgerin bei der Eröffnungsfeier war die Leichtathletin Shiny Abraham.

## Teilnehmer nach Sportarten

### Badminton
| Männer - Dipankar Bhattacharjee Einzel: Achtelfinale Doppel: 1. Runde - Vimal Kumar Einzel: 1. Runde Doppel: 1. Runde | Frauen - Madhumita Bisht Einzel: 2. Runde |

### Bogenschießen
Männer
- Dhulchand Damor
Einzel: 66. Platz
Mannschaft: 16. Platz

- Changte Lalremsaga
Einzel: 53. Platz
Mannschaft: 16. Platz

- Limba Ram
Einzel: 23. Platz
Mannschaft: 16. Platz

### Boxen
Männer
- Narendar Bisth Singh
Federgewicht: 1. Runde

- Sandeep Gollen
Halbweltergewicht: 1. Runde

- Rajendra Prasad
Halbfliegengewicht: 2. Runde

- Devarajan Venkatesan
Bantamgewicht: 1. Runde

- Dharmendra Yadav
Fliegengewicht: 1. Runde

### Gewichtheben
Männer
- Badathala Adisekhar
Fliegengewicht: 10. Platz

- Sivaraj Naalamuthu Pillai
Federgewicht: 22. Platz

- Ponnuswamy Rangaswamy
Bantamgewicht: 18. Platz

### Hockey
Männer
- 7. Platz

- Kader
Shakeel Ahmed
Ashish Kumar Ballal
Darryl D’Souza
Ajit Lakra
Mukesh Kumar Nandanoori
Ravi Nayakar
Dhanraj Pillay
Cheppudira Poonacha
Jude Sebastian
Jagdev Singh Rai
Didar Singh
Harpreet Singh
Jagbir Singh
Pargat Singh
Sukhjit Singh

### Judo
| Männer - Cawas Billimoria Schwergewicht: 21. Platz - Sandeep Byala Halbleichtgewicht. 20. Platz - Rajinder Kumar Dhanger Mittelgewicht: 21. Platz - Narinder Singh Ultraleichtgewicht: 35. Platz | Frauen - Sangita Mehta Schwergewicht: 16. Platz |

### Leichtathletik
| Männer - Bahadur Prasad 5000 Meter: Vorläufe | Frauen - Shiny Abraham 800 Meter: Vorläufe |

### Ringen
Männer
- Pappu Jadav
Halbfliegengewicht, griechisch-römisch: 8. Platz

- Anil Kumar
Fliegengewicht, Freistil: 2. Runde

- Ashok Kumar
Bantamgewicht, Freistil: 2. Runde

- M. R. Patil
Federgewicht, griechisch-römisch: 2. Runde

- Dharan Singh Dahiya
Federgewicht, Freistil: 2. Runde

- Subhash Verma
Schwergewicht, Freistil: 6. Platz

### Schießen
Frauen
- Abha Dhillan
Luftpistole: 45. Platz

- Soma Dutta
Luftgewehr: 35. Platz
Kleinkaliber, Dreistellungskampf: 22. Platz

### Segeln
Männer
- Cyrus Cama & Farokh Tarapore
470er: 23. Platz

### Tennis
Männer
- Ramesh Krishnan
Einzel: 1. Runde
Doppel: Viertelfinale

- Leander Paes
Einzel: 1. Runde
Doppel: Viertelfinale

### Tischtennis
| Männer - Chetan Baboor Einzel: Gruppenphase Doppel: Gruppenphase - Sujay Ghorpade Doppel: Gruppenphase - Kamlesh Mehta Einzel: Gruppenphase | Frauen - Niyati Roy-Shah Einzel: Gruppenphase |